# Eusebio Chamorro
Eusebio Chamorro (22 de novembro de 1922) é um ex-goleiro argentino, que jogou por clubes da Argentina, Brasil e Colômbia.

## Títulos
Flamengo
- Campeonato Carioca: 1953,1954,1955
- Campeonato Carioca Aspirantes: 1955,1956
- Troféu Juan Domingo Perón: 1953
- Torneio Quadrangular de Curitiba: 1953
- Torneio Internacional do Rio de Janeiro: 1954
- Torneio Internacional Gilberto Cardoso: 1955
- x Taça dos Campeões Estaduais: 1956
- Troféu Embaixador Oswaldo Aranha: 1956